# Cot Saleut
Cot Saleut is een bestuurslaag in het regentschap Bireuen van de provincie Atjeh, Indonesië. Cot Saleut telt 331 inwoners (volkstelling 2010).